# Law Adam
Lawrence Adam (Probolinggo, 11 giugno 1908 – Surabaya, 15 maggio 1941) è stato un calciatore olandese naturalizzato svizzero, di ruolo attaccante.
Morì mentre giocava un'amichevole.

## Carriera

### Club
Durante la sua carriera ha giocato solo con HVV e Grasshopper.

### Nazionale
Ha rappresentato ben due squadre nazionali: la Svizzera e i Paesi Bassi.

## Palmarès

### Club

#### Competizioni nazionali
- Campionato svizzero: 2

Grasshoppers: 1927-1928, 1930-1931
- Coppa Svizzera: 1

Grasshoppers: 1931-1932